# Окатьево (Кировская область)
Окатьево — село в Даровском районе Кировской области, 93 человека на 2010 год.

## История
Центр бывшей Петровской волости. Самое первое село на Даровской земле, основано в 1622 году. Известно, что село Окатьево и первая деревянная Благовещенская церковь построена и освящена в середине октября 1622 года. Расположено село на высоком правом берегу реки Моломы.
В дозорной книге 1629 года упомянуто «раменье с. Окатьево», то есть местечко, соседствующее с лесом. А также в Оброчных книгах Котельнического уезда писцов А. Толчанова и А. Иевлева за 1629 год не раз упоминается «волость Окатьевская», «Окатьево озеро». Далее сообщаются сведения о первопоселенцах. Среди них более 40 хорошо известных фамилий: Бовыкин, Пупов, Береснев, Зубарев, Касьянов, Шалагинов.
В переписи за 1646 год значится «погост Окатьевский с деревянной церковью». «Окатьевский погост над рекою Моломой» упомянут в Переписной книге г. Котельнича и его волостей в 1678 году.